# Mahbès
 (juillet 2024).
La mise en forme du texte ne suit pas les recommandations de Wikipédia : il faut le « wikifier ».
Les points d'amélioration suivants sont les cas les plus fréquents :
- Les titres sont pré-formatés par le logiciel. Ils ne sont ni en capitales, ni en gras.
- Le texte ne doit pas être écrit en capitales (les noms de famille non plus), ni en gras, ni en italique, ni en « petit »…
- Le gras n'est utilisé que pour surligner le titre de l'article dans l'introduction, une seule fois.
- L'italique est rarement utilisé : mots en langue étrangère, titres d'œuvres, noms de bateaux, etc.
- Les citations ne sont pas en italique mais en corps de texte normal. Elles sont entourées par des guillemets français : « et ».
- Les listes à puces sont à éviter, des paragraphes rédigés étant largement préférés. Les tableaux sont à réserver à la présentation de données structurées (résultats, etc.).
- Les appels de note de bas de page (petits chiffres en exposant, introduits par l'outil «  Source ») sont à placer entre la fin de phrase et le point final[comme ça].
- Les liens internes (vers d'autres articles de Wikipédia) sont à choisir avec parcimonie. Créez des liens vers des articles approfondissant le sujet. Les termes génériques sans rapport avec le sujet sont à éviter, ainsi que les répétitions de liens vers un même terme.
- Les liens externes sont à placer uniquement dans une section « Liens externes », à la fin de l'article. Ces liens sont à choisir avec parcimonie suivant les règles définies. Si un lien sert de source à l'article, son insertion dans le texte est à faire par les notes de bas de page.
- La présentation des références doit suivre les conventions bibliographiques. Il est recommandé d'utiliser les modèles {{Ouvrage}}, {{Chapitre}}, {{Article}}, {{Lien web}} et/ou {{Bibliographie}}. Le mode d'édition visuel peut mettre en forme automatiquement les références.
- Insérer une infobox (cadre d'informations à droite) n'est pas obligatoire pour parachever la mise en page.

Pour une aide détaillée, merci de consulter Aide:Wikification.
Si vous pensez que ces points ont été résolus, vous pouvez retirer ce bandeau et améliorer la mise en forme d'un autre article.
Mahbès ou Al Mahbès est une commune rurale du Maroc, elle appartient au cercle de Zag, dans la province d'Assa-Zag. Elle est située sur la route nationale numéro 17 et compte 4208 habitants, selon le recensement général de la population et de l'habitat de 2014.

## Économie
L'économie des habitants locaux repose sur l'élevage de bétail, et il existe également quelques coopératives locales qui contribuent à fournir des opportunités d'emploi aux femmes, la plus célèbre étant la Coopérative Najm Al Mahbes pour le couscous.

## Transport

### Transport et routes
Pour accéder à la commune de Mahbès, il est possible de voyager en bus jusqu'à la ville de Zag, puis de continuer le voyage en grands taxis jusqu'à Mahbès[réf. nécessaire].

### Routes
Le Ministère de l'équipement et de l'eau a contribué aux travaux de revêtement de la route nationale numéro 17, dans le tronçon reliant Zag, Mahbès et Farisia, avec de l'enrobé à froid sur une distance de 80 km. Cela a permis d'améliorer la sécurité routière pour les usagers, de faciliter le transport des personnes et des marchandises, et de contribuer au développement local et à la mobilité militaire.

## Présence militaire
La région de Mahbès connaît une présence importante des Forces armées royales avec leurs diverses unités, en raison de la proximité de la région avec le mur des sables. Elle a été le lieu de plusieurs batailles entre le Front Polisario et le Maroc, notamment en 1979 et en en 1985.
Mahbès abrite également une base militaire appartenant à la mission de la MINURSO, équipée d'une piste d'atterrissage pour les avions.
De plus, la région de Mahbès accueille l'exercice annuel African Lion, qui comprend certaines manœuvres avec munitions réelles ainsi que des exercices militaires et aériens, en plus d'un exercice de réponse chimique, biologique, radiologique et nucléaire. L'objectif de African Lion est de renforcer les capacités de défense communes pour faire face aux menaces transfrontalières et aux organisations extrémistes violentes, ce qui sert l'intérêt général des États-Unis et des pays partenaires africains.

## Les références
1. ↑  « African Lion 2022: manœuvres militaires maroco-américaines à Mahbès », sur Le 360 Français (consulté le 15 juillet 2024)